# Catherine Greenhill
Catherine Greenhill es una matemática australiana conocida por su investigación en gráficos aleatorios, enumeración combinatoria y cadenas de Markov. Es profesora de matemáticas en la Escuela de Matemáticas y Estadística de la Universidad de Nueva Gales del Sur, y editora jefe de Electronic Journal of Combinatorics. 

## Trayectoria
Greenhill cursó sus estudios de pregrado en la Universidad de Queensland y obtuvo allí una maestría, trabajando con Anne Penfold Street. En 1996 se doctoró en la Universidad de Oxford, bajo la supervisión de Peter M. Neumann. Su tesis fue From Multisets to Matrix Groups: Some Algorithms Related to the Exterior Square. 
Después de una investigación postdoctoral con Martin Dyer en la Universidad de Leeds y con Nick Wormald en la Universidad de Melbourne, Greenhill se unió a la Universidad de Nueva Gales del Sur en 2003. Fue ascendida a profesora asociada en 2014, convirtiéndose en la primera matemática en conseguirlo en esa universidad. 

## Reconocimientos
Greenhill fue la ganadora de la Medalla Hall del Instituto de Combinatoria y sus Aplicaciones en 2010. Fue presidenta de la Sociedad de Matemáticas Combinatorias de Australasia durante 2011-2013. En 2015, la Academia Australiana de Ciencias le otorgó la Medalla Christopher Heyde por su investigación en las ciencias matemáticas. 